# Wesnianka (obwód chmielnicki)
Wesnianka (ukr. Веснянка) – wieś na Ukrainie, w obwodzie chmielnickim, w rejonie starokonstantynowskim. W 2022 roku liczyła 580 mieszkańców.
Do 1945 roku miejscowość nosiła nazwę Swynna (ukr. Свинна).
We wsi znajduje się drewniana cerkiew św. Jerzego z 1908 roku.